# Folkliga listan
Folkliga listan för frihet, rättvisa och utveckling (al-‘Arīḍah ash-Sha‘biyyah lil-Ḥurriyyah wal-‘Adālah wat-Tanmiyah) är ett politiskt parti i Tunisien, grundat den 17 mars 2011 av affärsmannen Hachmi Hamdi, efter att Ben Alis regim störtats i  jasminrevolutionen. 
Hamdi bedrev valkampanj via sin egen London-baserade tv-kanal al-Mustaqilla. Med vallöften om arbetslöshetsersättning, gratis sjukvård och fria bussresor för äldre vann Folkliga listan många röster och blev, till mångas överraskning, landets tredje största parti med över 240 000 röster (6,3 %). Störst uppbackning fick man i de södra och centrala delarna av landet, där man ofta känner sig förbisedda av den ekonomiska och politiska eliten i huvudstadsområdet och längs medelhavskusten. 
I Hamdis egen hemstad Sidi Bouzid fick Folkliga listan flest röster av alla. 
Då valkommissionen ogiltigförklarade samtliga partiets röster i sex valkretsar (bland annat i Sidi Bouzid) genomförde demokratiaktivister stora protestmanifestationer i staden.  När det islamistiska partiet Ennahdas generalsekreterare Hamadi el-Jebali i ett TV-framträdande antydde att de som röstade på Folkliga listan var ignoranta, hungriga människor som inte visste sitt eget bästa så brände uppretade människor Ennahdas kontor i Sidi Bouzid. Detta följdes av våldsamma sammandrabbningar med polisen och införandet av nattligt utegångsförbud i Sidi Bouzid.
En administrativ domstol rev senare upp valkommissionens beslut och förklarade att Folkliga listan skulle återfå rösterna i fem av de omstridda valkretsarna. Enligt det slutgiltiga valresultatet fick därför partiet 26 parlamentariker i det nyvalda konstitutionsrådet. Tolv av dessa meddelade dock den 11 november att de hoppade av Folkliga listan för att bli politiska vildar.